# Сен-Реми (Верхняя Сона)
Сен-Реми́ (фр. Saint-Remy) — коммуна во Франции, находится в регионе Франш-Конте. Департамент — Верхняя Сона. Входит в состав кантона Аманс. Округ коммуны — Везуль.
Код INSEE коммуны — 70472.

## География
Коммуна расположена приблизительно в 300 км к юго-востоку от Парижа, в 70 км севернее Безансона, в 25 км к северу от Везуля.
По территории коммуны протекает река Сюперб.

## Население
Население коммуны на 2010 год составляло 568 человек.
| 1962 | 1968 | 1975 | 1982 | 1990 | 1999 | 2010 |
| ---- | ---- | ---- | ---- | ---- | ---- | ---- |
| 1447 | 1492 | 1620 | 1554 | 1356 | 802  | 568  |

## Администрация
| Период | Период | Фамилия        | Партия                              | Примечания |
| ------ | ------ | -------------- | ----------------------------------- | ---------- |
| 2001   | 2008   | Патрик Льевен  | Французская коммунистическая партия |            |
| 2008   | 2014   | Кристиан Метле | беспартийный                        |            |

## Экономика
В 2010 году среди 379 человек трудоспособного возраста (15—64 лет) 144 были экономически активными, 235 — неактивными (показатель активности — 38,0 %, в 1999 году было 37,4 %). Из 144 активных жителей работали 138 человек (72 мужчины и 66 женщин), безработных было 6 (3 мужчин и 3 женщины). Среди 235 неактивных 9 человек были учениками или студентами, 51 — пенсионерами, 175 были неактивными по другим причинам.

## Достопримечательности
- Замок Сен-Реми (XVIII век). Исторический памятник с 1931 года[3]

## Фотогалерея
- Замок Сен-Реми
- Замок Сен-Реми
- Замок Сен-Реми
- Карта коммуны